# Гольддрук
 Гольддрук  (нем. Golddruck — печать золотом) — способ печати и разновидность ксилографии — цветной гравюры на дереве, применявшийся в начале XVI века немецкими художниками эпохи Северного Возрождения. Заключается в сочетании традиционной чёрноштриховой, или «обрезной», гравюры, цветной подкладки с дополнительным «прогоном» золотой или серебряной краской со специально награвированной доски. В результате получается отпечаток в три тона, один из которых создаёт мерцающие отблески, что сообщает гравюре таинственное, мистическое настроение.
Считается, что появление гольддруков в немецком искусстве того времени отражает тесную связь, существовавшую между трудом ремесленника-ювелира (в частности гравировкой по металлу и чернением серебряных изделий — техникой ниелло), и книжной миниатюрой. Известно, в частности, что выдающийся живописец и гравёр Альбрехт Дюрер учился гравированию в мастерской своего отца-ювелира Альбрехта Дюрера Старшего.
В технике гольддрук работали и другие известные мастера Северного Возрождения: Ханс Бальдунг Грин, Ханс Бургкмайр, Ганс Вехтлин, Лукас Кранах Старший.
В промышленной типографской печати также существуют способы печати золотом. Первый способ заключается в горячем тиснении фольгой с помощью рельефного штампа, до недавнего времени он активно применялся для оформления обложек книжных изданий. Этот способ имеет недостаток: тонкая фольга быстро стирается. Второй способ заключается в обычной офсетной печати. Отпечаток в этих случаях имеет матовый оттенок. В настоящее время существуют и цифровые технологии металлизированной печати.